# Sophus Tromholt

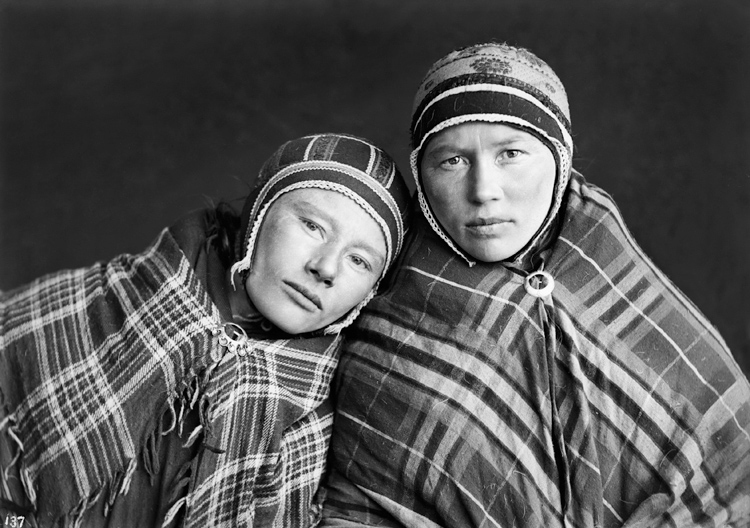
Portrét dvou dívek národu Sámů, Kautokeino 1882/1883

Sophus Tromholt (2. června 1851 – 17. května 1896) byl dánský badatel, učitel, astrofyzik a kvalifikovaný amatérský fotograf. Je považován za jednoho z průkopníků norské etnografické fotografie. Působil jako učitel na taneční škole v Bergenu v Norsku v letech 1876–82. V roce 1882 mu dánské a norské státy poskytly stipendium na studium polární záře (Aurora Borealis). Během prvního mezinárodního polárního roku 1882/83 založil v Kautokeinu vědecké centrum polární záře. Jeho studie na toto téma se stala průkopnickou v moderní vědě o polární záři. V roce 2013 Paměť světového registru UNESCO zahrnula také sbírku Sophuse Tromholta.

## Kolekce fotografií
Během svého pobytu v severním Norsku fotografoval – kromě vědeckého projektu – krajinu a národ Sámů. Jeho charakterové portréty Sámů jsou umělecky vysoce kvalitní jako etnografické fotografie. Sbírku fotografií vlastní knihovna Bergenské univerzity, speciální sbírka se skládá z 231 negativů na skle a 189 albuminových tisků v portfoliu: Sophus Tromholt: Billeder fra Lappernes Land. Tableaux du Pays des Lapons, 1883.

## Dědictví
Patnáct z fotografií ze sbírky autora je součástí stálé výstavy na budově Univerzity v Bergenu v Stein Rokkan. (Od roku 2013 je výstava na fasádě budovy směrem do ulice.)

## Galerie

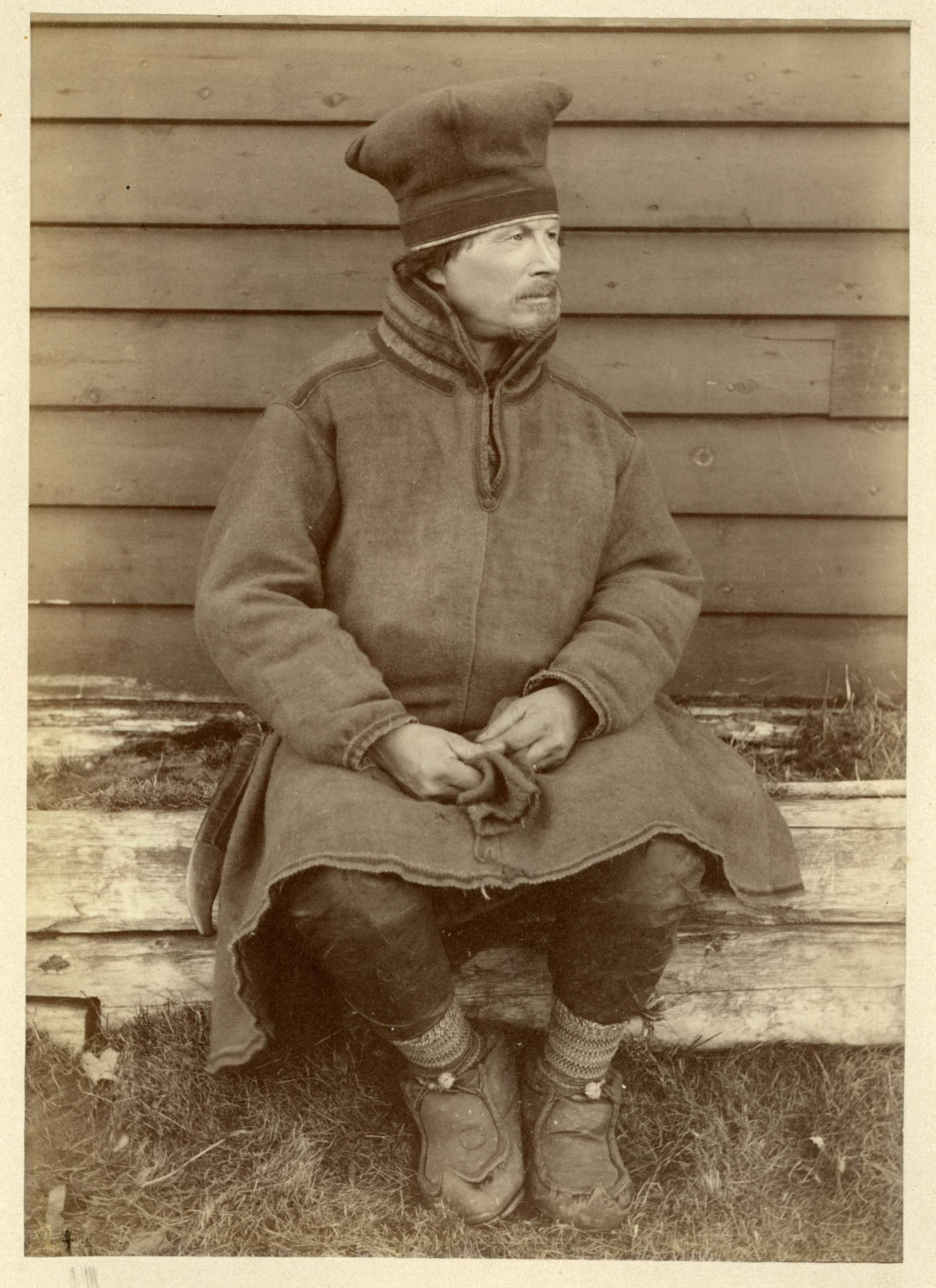
Lars Jakobsen Hætta
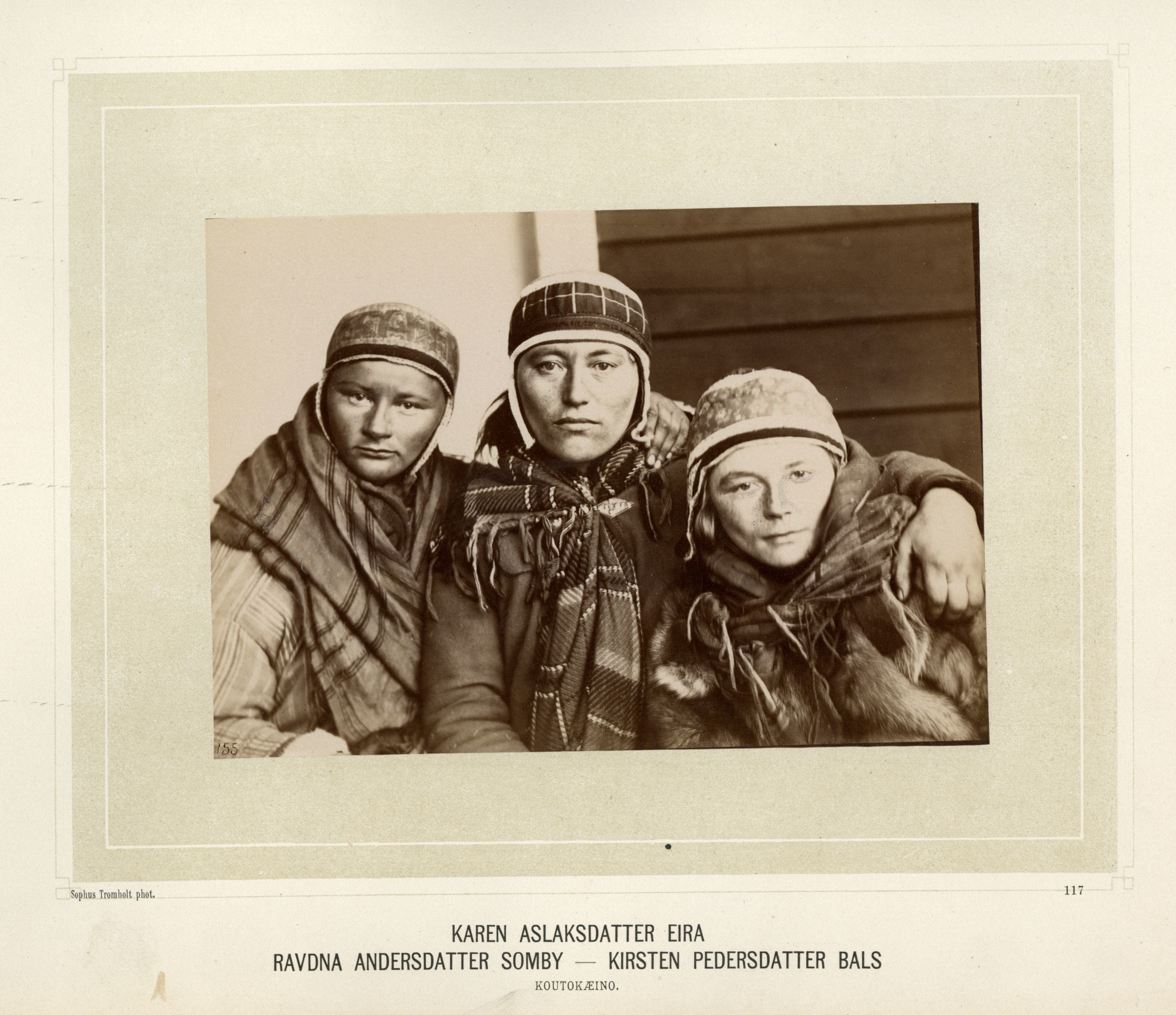
Karen Aslaksdatter Eira, Ravdna Andersdatter Somby og Kirsten Pedersdatter Bals
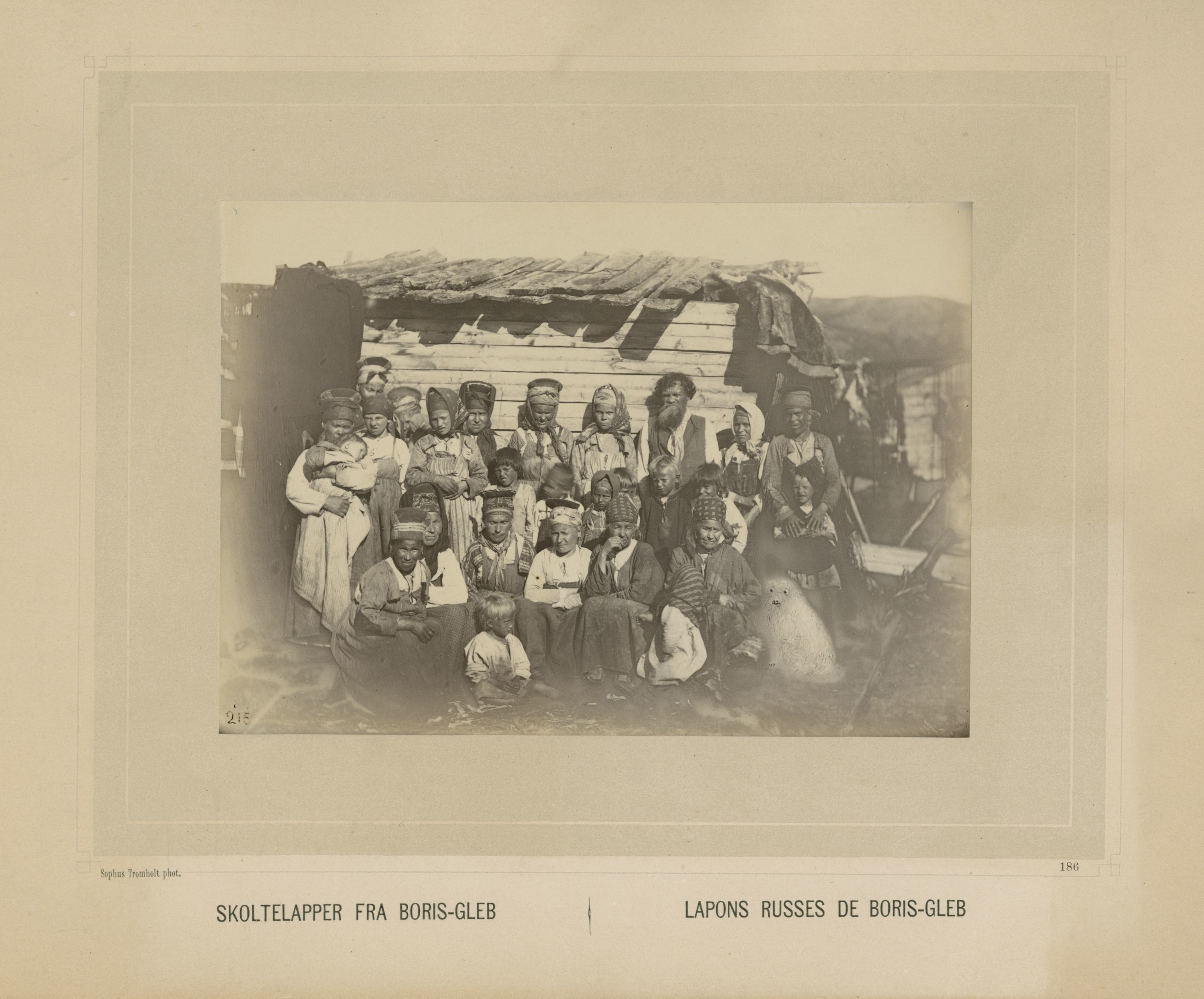
Lappernes Land-Tableaux du Pays des Lapons
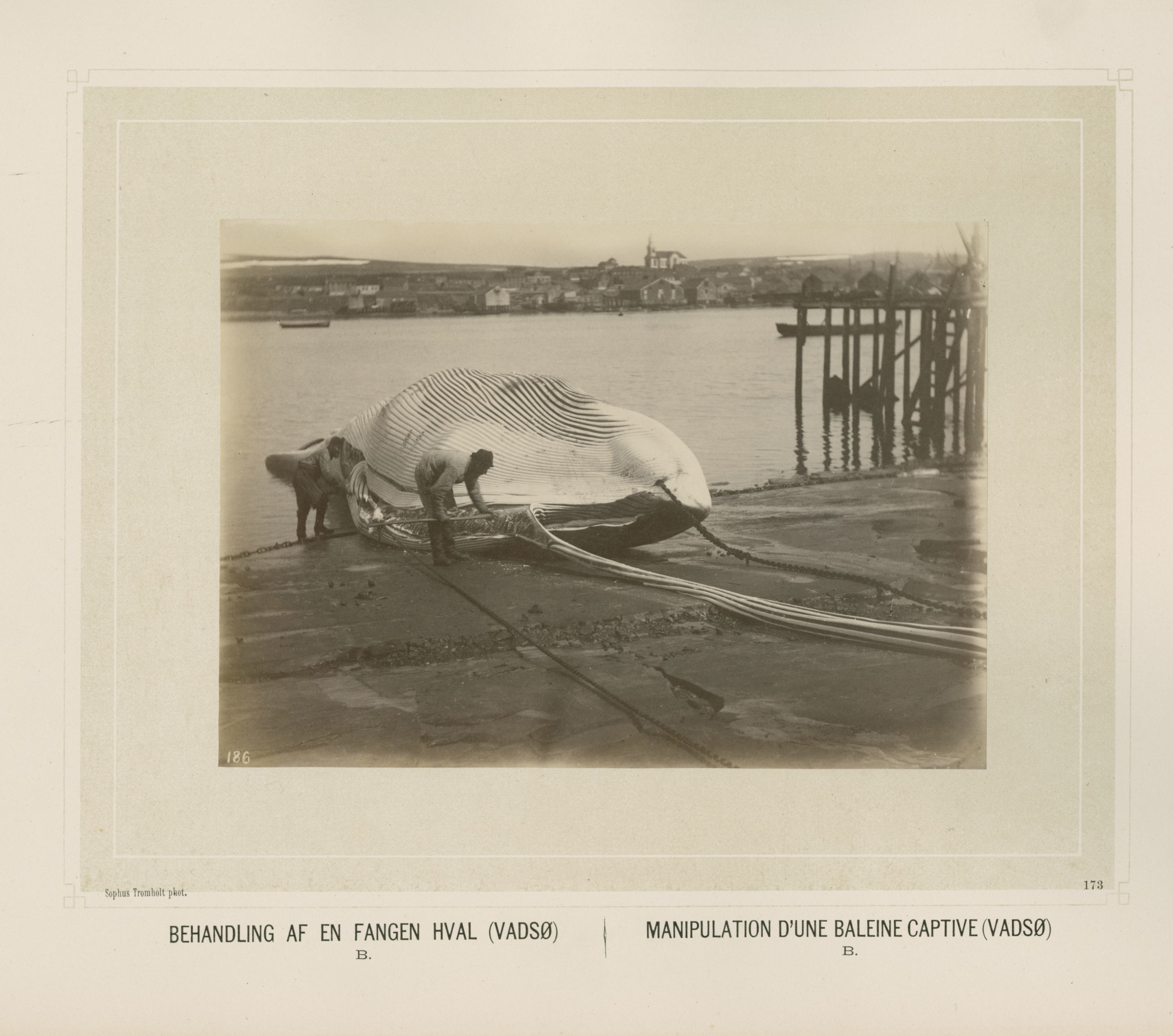
Lappernes Land-Tableaux du Pays des Lapons
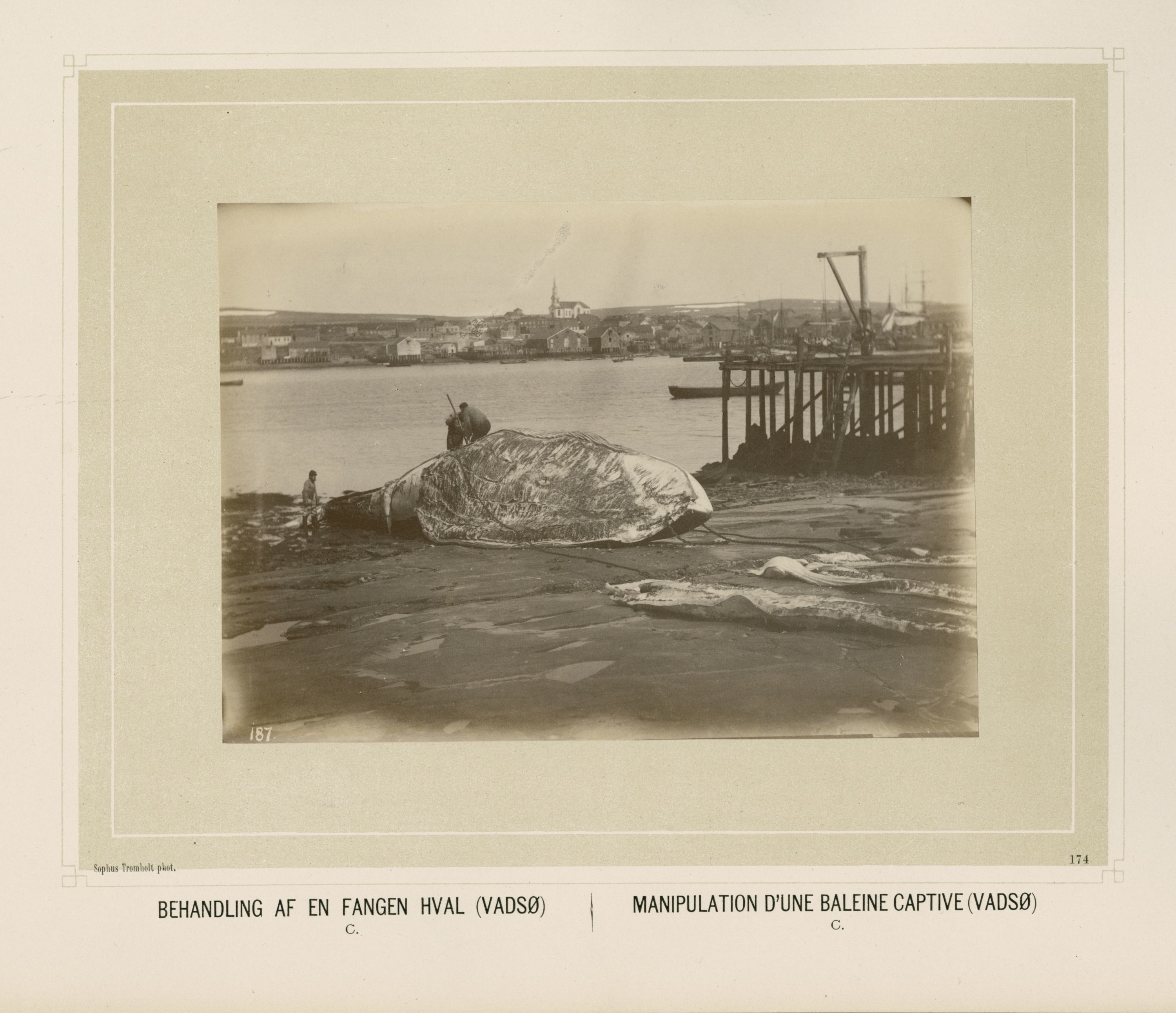
Lappernes Land-Tableaux du Pays des Lapons
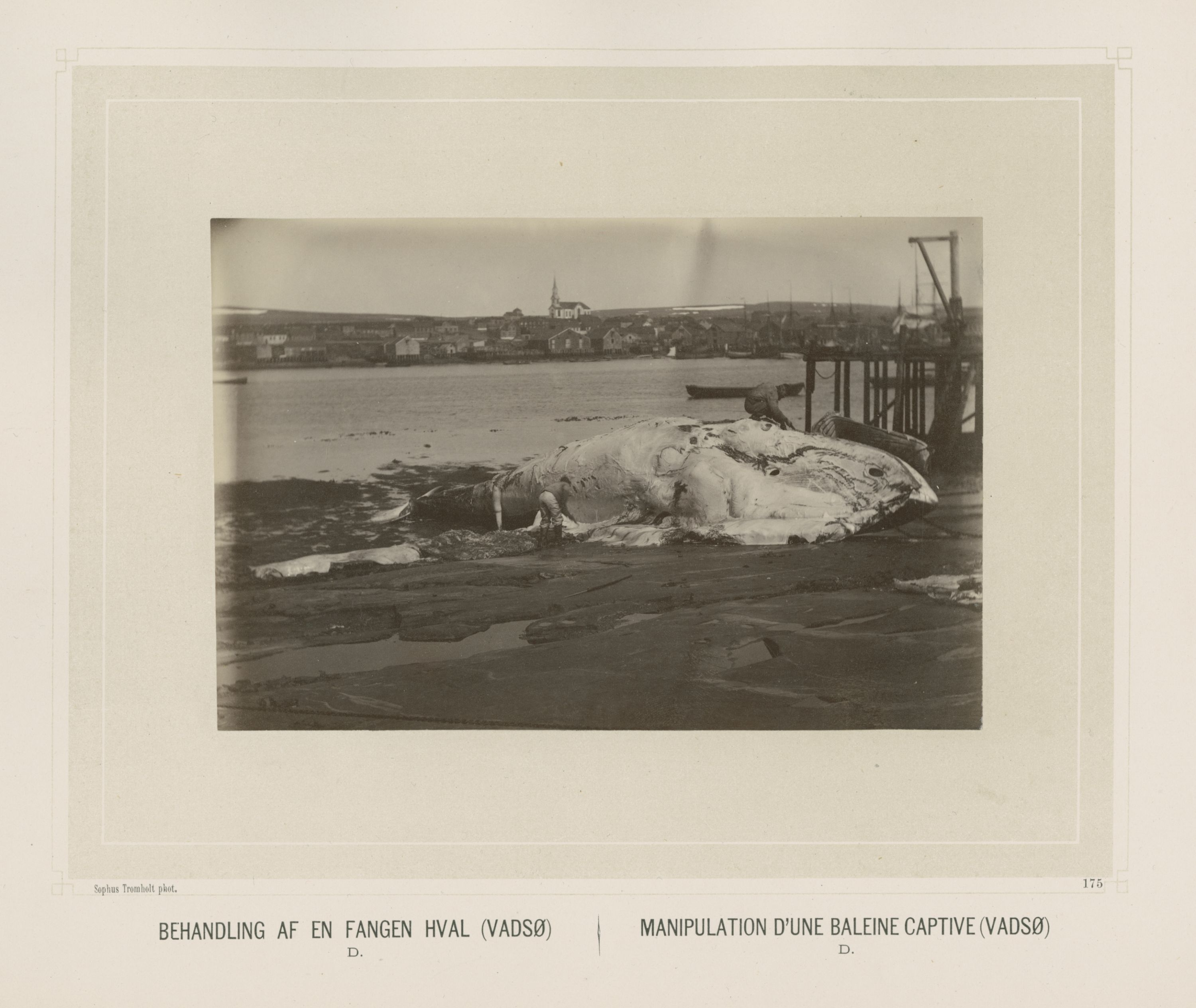
Lappernes Land-Tableaux du Pays des Lapons
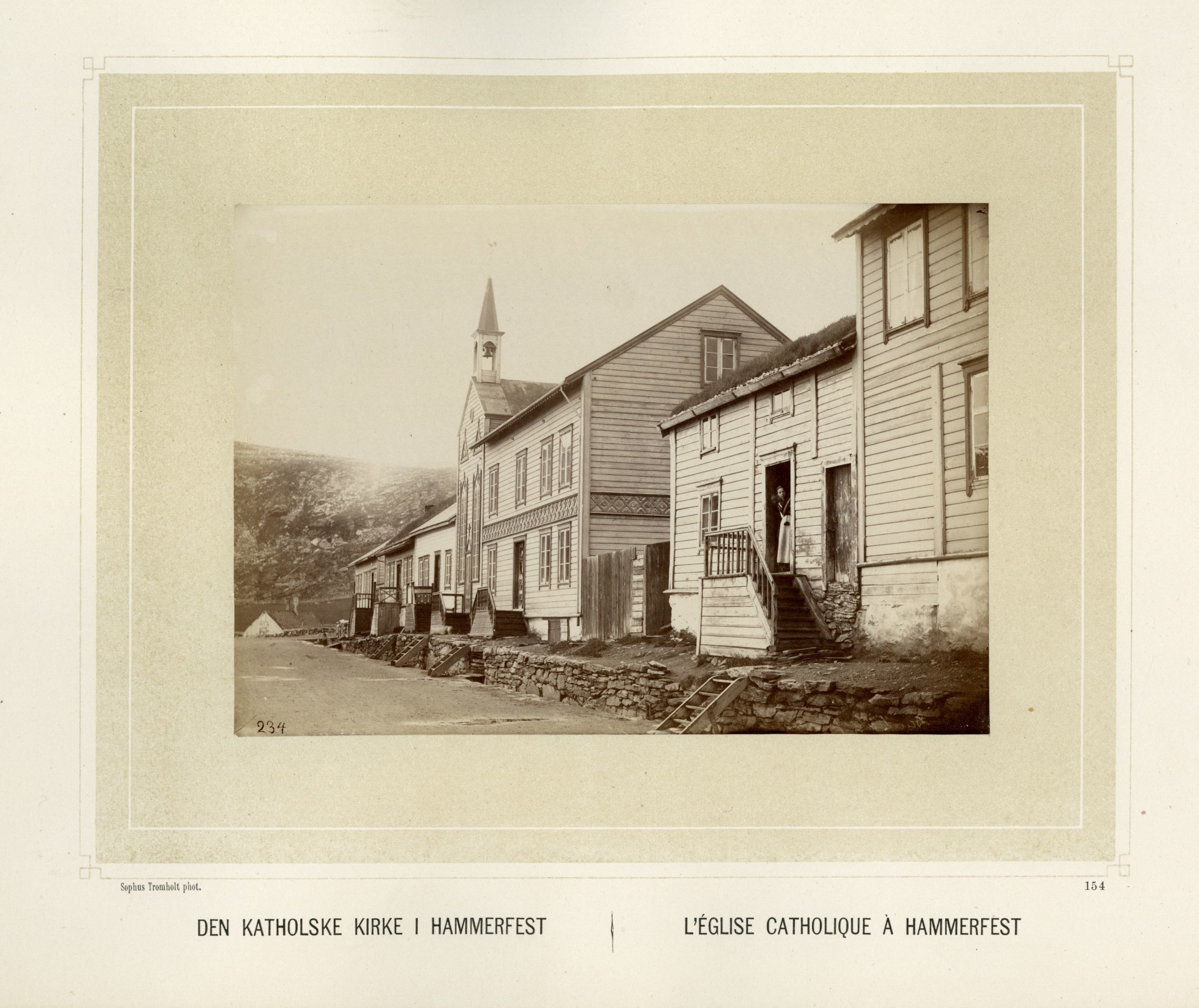
Katolický kostel, Hammerfest, Finnmark
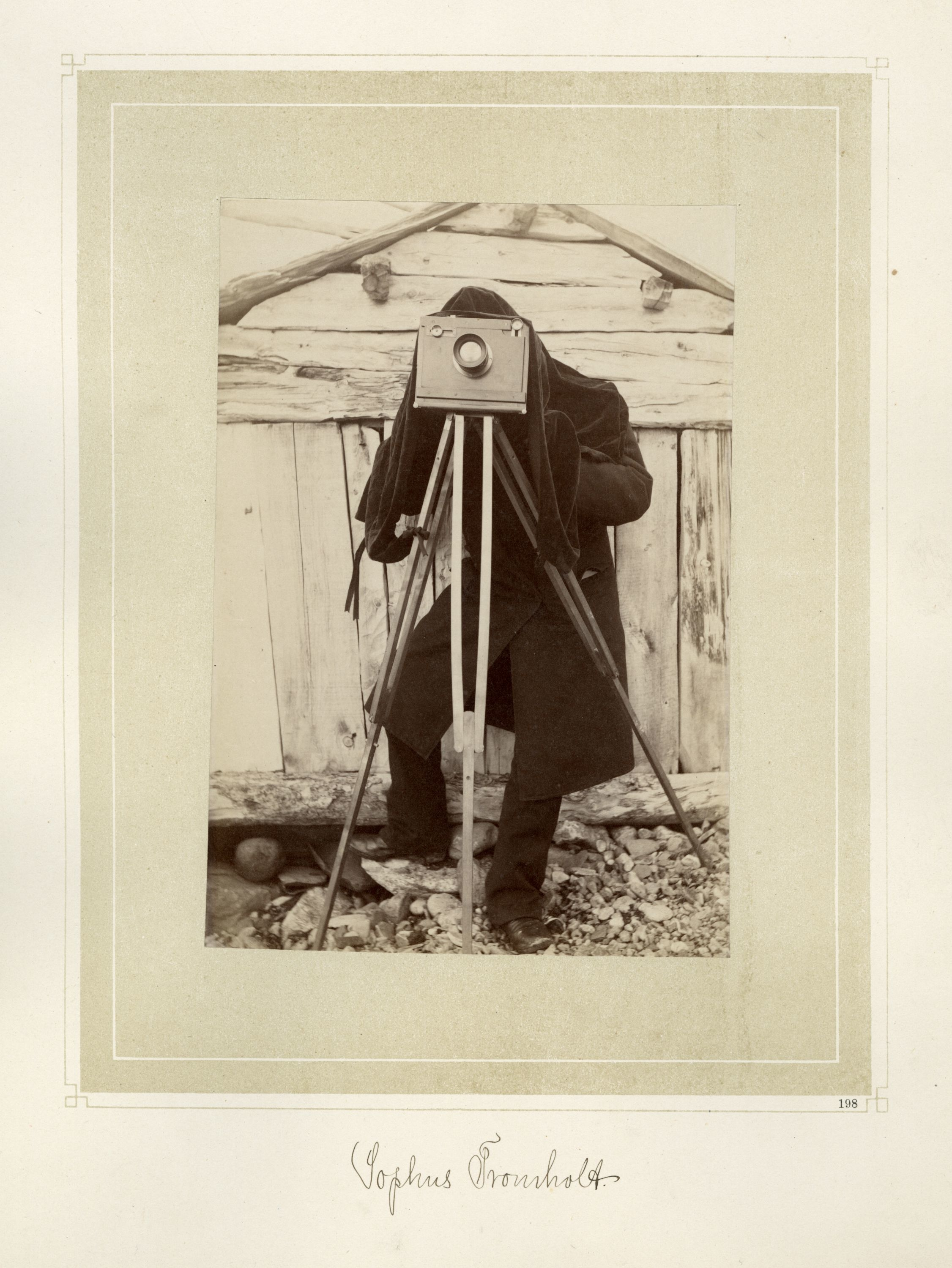
Fotograf s jeptiškou přes hlavu a fotografickou kamerou na stativu